# Ptenochirus
Ptenochirus (Peters, 1861) è un genere di pipistrello della famiglia degli Pteropodidi. 

## Descrizione

### Dimensioni
Al genere Ptenochirus appartengono pipistrelli di medie dimensioni con la lunghezza totale tra 98 e 145 mm, la lunghezza dell'avambraccio tra 60 e 90 mm e un peso fino a 97 g.

### Caratteristiche craniche e dentarie
Il cranio presenta un rostro corto ed allargato, dei grandi fori post-orbitali e le ossa pre-mascellari in semplice contatto. Gli incisivi superiori esterni sono ridotti, mentre i canini superiori sono attraversati da un solco longitudinale.
Sono caratterizzati dalla seguente formula dentaria:

### Aspetto
La pelliccia è corta. Le parti dorsali sono marroni scure, mentre quelle ventrali sono più grigiastre. Il muso è corto, largo e con le narici leggermente tubulari. Gli occhi sono grandi. Le orecchie sono grandi ed ovali ma con i margini non marcati di bianco. Il lobo antitragale è ridotto. Le membrane alari sono attaccate alla prima falange del primo dito del piede. Sono presenti, sia nei maschi che nelle femmine, dei ciuffi di peli intorno alle ghiandole del collo. La coda è lunga circa la metà del piede. Il calcar è ben sviluppato. 

## Distribuzione
Il genere è endemico delle Isole Filippine.

## Tassonomia
Il genere comprende tre specie.
- Ptenochirus jagori
- Ptenochirus minor
- Ptenochirus wetmorei